# Gonzalo Angulo Nunez
Gonzalo Manuel Angulo Nunez – chemik, dr hab. nauk chemicznych, profesor Instytutu Chemii Fizycznej PAN.

## Życiorys
W 1996 r. ukończył studia chemiczne na Uniwersytecie w Sewilli. Stopień doktora uzyskał w 2003 r. w Institute für Physikalische und Theoretische Chemie na Technische Universität Graz. W 2015 r. habilitował się na podstawie rozprawy zatytułowanej Wspomagane dyfuzją fotoindukowane bimolekularne reakcje chemiczne. Od 2016 r. jest zatrudniony na stanowisku profesora instytutu w IChF PAN i pełni funkcję kierownika 
Zespołu badawczego nr 8 „Dynamika dwucząsteczkowych reakcji indukowanych światłem”.